# La Bête de la cité
Pour plus de détails, voir Fiche technique et Distribution.
La Bête de la cité (The Beast of the City) est un film américain en noir et blanc réalisé par Charles Brabin, sorti en 1932.

## Synopsis
Jim Fitzpatrick, capitaine de police et père de famille dévoué, combat le crime en utilisant la violence pour lutter contre la violence. Ses méthodes ne sont pas appréciées par ses supérieurs, qui  le rétrogradent pour des raisons politiques. Mais le tollé public que cela provoque oblige le maire de la ville à prendre des mesures plus agressives contre le chef du gang local, Sam Belmonte. Fitzpatrick se voit alors promu chef de la police, tandis que son jeune frère, le détective de police Ed, se laisse séduire par une fille du gang de Belmonte. Il a besoin d'argent pour continuer sa relation mais se voit frustré lorsque son frère lui refuse une promotion.
Ed trahit alors la confiance de Jim en conspirant avec les hommes de main de Belmonte dans un détournement de camion qui entraîne la mort d'un enfant et d'un autre policier. Après qu'un avocat véreux ait réussi à éliminer les coupables de tous les chefs d'accusation, Jim est déterminé sans relâche à se tourner vers l'autodéfense pour débarrasser la ville de ses bêtes.

## Fiche technique
- Titre : La Bête de la cité
- Titre original : The Beast of the City
- Réalisateur : Charles Brabin
- Scénario : John Lee Mahin et Ben Hecht (non crédité), d'après une histoire de W. R. Burnett
- Distribution : Metro-Goldwyn-Mayer
- Photographie : Norbert Brodine
- Montage : Anne Bauchens
- Directeur artistique : Cedric Gibbons
- Producteur : Hunt Stromberg (non crédité)
- Studio de production : Metro-Goldwyn-Mayer et Cosmopolitan Productions
- Société de distribution : Metro-Goldwyn-Mayer
- Pays de production :  États-Unis
- Langue originale : anglais américain
- Genre : film de gangsters, policier
- Format : noir et blanc — 35 mm — 1,37:1 — son : mono (Western Electric Sound System)
- Durée : 86 minutes
- Dates de sortie :
  - États-Unis : 13 février 1932
  - France : 21 octobre 1932

## Distribution
- Walter Huston : le capitaine Jim Fitzpatrick
- Jean Harlow : Daisy Stevens / Mildred Beaumont
- Wallace Ford : le détective Ed Fitzpatrick
- Jean Hersholt : Samuel « Sam » Belmonte
- Dorothy Peterson : Mary Fitzpatrick
- Tully Marshall : l'avocat de la défense Michaels
- John Miljan : le représentant du ministère public
- Emmett Corrigan : le chef de police « Burt » Burton
- Warner Richmond : lieutenant de police Tom
- Sandy Roth : lieutenant John « Mac » McCowsky
- J. Carrol Naish : Pietro Cholo

Acteurs non crédités
- Julie Haydon : la blonde au poste de police
- Robert Homans : le policier de la voiture 91
- Tom London : le premier policier tué dans le raid final
- Mickey Rooney : Mickey Fitzpatrick

## Production
La Bête de la cité est connu pour sa fin particulièrement violente. Une fois le film terminé, Louis B. Mayer a décidé qu'il ne convenait pas à l'image de la MGM, jusque-là considérée comme studio de divertissement familial. Le film était trop violent, malgré l'accent mis sur les forces de l'ordre. Mayer a donc ordonné que le film soit montré en seconde position dans le cas de séance de cinéma proposant deux films à la fois.